# Rozanne Voorvelt
Rozanne Voorvelt (25 april 2001) is een Nederlandse waterpolospeelster die uitkomt voor ZVL-1886 in Leiden. Eerder speelde ze voor Aquadraat in Leiderdorp. Met ZVL won Voorvelt de KNZB beker in 2018.
Voorvelt maakte in november 2017 haar debuut voor het Nederlands team.  Haar debuut in een groot internationaal toernooi volgde in 2018 met haar deelname aan het Europees kampioenschap in Barcelona.

## Internationale erelijst
- 2018:  World League Kunshan (China)[5]
- 2018:  EK Barcelona (Spanje)
- 2022:  WK Boedapest (Hongarije)